# 嚴鳳
嚴鳳（15世紀—16世紀），字泰符，號溪亭，浙江湖州府歸安縣人，明朝政治人物。

## 生平
嚴鳳以孝友聞名、友愛對待兄長，弘治十四年（1501年）中式浙江鄉試舉人，正德十五年（1520年）銓選江西分宜縣知縣，為政寬大而便民，上級至縣催糧，他請求讓自己進牢換取緩徵，又設立傳箭遞發偵探警報，自己則奉行節儉、布衣蔬食，七年內縣內稱治。之後他陞任南昌同知，監督龍江榷稅不曾貪取分毫，擢官鎮遠知府，興建鐵山溪關門，人稱「嚴關」，致仕回鄉時人民因其高節送行回家，稱他為「溪亭先生」。家鄉施某以知州致仕後和兄弟分田不均而生嫌隙，嚴鳳偶遇施某談及此事，他憂愁地說：「我的兄長十分懦弱，正為此而苦惱，假使他像你一樣會極力爭奪，我又何需歎息？」施某大為悔悟，讓給兄弟田產，於是施家友愛終身；他死後數十年張永明經過分宜，縣人知道二人為同鄉，問張永明：「嚴外婆無恙嗎？」對方回答：「棄世已久。」聽者都感到傷心，入祀鄉賢祠。

## 引用
1. 1 2  光緒《歸安縣志·卷三十八·人物傳六》：嚴鳳，字季祥，號溪亭，歸安人，宏治十四年舉人，績學砥行，有希聖之志；正德十五年授分宜知縣 嘉靖府志 ，敷政以寬，便俗宜民，部使至督糧急，鳳請身代繫以需征期，立傳箭速遞發以探警報，自奉最儉，敝衣蔬食而已。陞南昌府同知 《江西通志》 ，嘗監榷龍江，絲毫無染 嘉靖府志 ，擢鎮遠府知府，建鐵山溪關門，至今呼為嚴關；致仕歸，民以清風高節送行至家，逍遙林泉無一椽之築 乾隆府志 ，士大夫翕然宗之，稱「溪亭先生」 嘉靖府志 。同里施氏昆弟以知州致仕，分田不均，有脣齒之隙，鳳素以孝友著聞、事兄友愛，偶遇施語及產事，鳳顰蹙謂曰：「予有一兄而懦甚，正苦之，假令如予兄力爭奪，予復何憂歎息之？」施大悔悟，各以田相讓，遂友愛終身，其誠能感人如此 《見聞紀訓》 。卒後數十年張永明過分宜，邑人知為嚴鳳鄉人，問曰：「嚴外婆無恙乎？」曰：「棄世久矣。」聞者皆慟 《西山日記》 ，祀鄉賢 嘉靖府志 。
2. ↑  同治《分宜縣志·卷六·職官》：嚴鳳，歸安人，由鄉舉任縣事，敷政以寬、便裕宜民，身守儉約，敞衣疏食安之裕如，部使至督糧急，鳳請以身代繫以需徵期，立傳箭遞發以探警報，居七年稱治，陞南昌府同知，歷鎮遠府知府。 《通志》